# Şule Şahbaz
Şule Şahbaz (* 27. Januar 1978) ist eine ehemalige türkische Gewichtheberin.

## Karriere
Şahbaz gewann bei den Europameisterschaften 1996 in der Klasse bis 70 kg die Goldmedaille. 1997 konnte sie ihren Titel bei den Europameisterschaften verteidigen. Bei den Weltmeisterschaften 1998 gewann sie Silber in der Klasse bis 75 kg. Auch bei den Europameisterschaften 1999 erreichte sie den zweiten Platz. 2001 wurde sie bei den Weltmeisterschaften erneut Vize-Weltmeisterin. Bei den Europameisterschaften 2002 gewann sie Gold. 2003 wurde sie bei den Europameisterschaften Vierte im Zweikampf und Zweite im Reißen. Bei den Weltmeisterschaften im selben Jahr gewann sie Bronze im Zweikampf und Silber im Reißen. 2004 wurde sie bei den Europameisterschaften Vize-Europameisterin im Zweikampf, Europameisterin im Reißen und Dritte im Stoßen. Im selben Jahr gehörte sie zum Kader für die Olympischen Spiele in Athen. Einen Tag vor ihrem Wettkampf wurde sie allerdings wegen eines Dopingverstoßes disqualifiziert und für zwei Jahre gesperrt. Nach ihrer Sperre nahm sie noch an den Europameisterschaften 2009 teil, wo sie Sechste in der Klasse über 75 kg wurde.